# Fingertips '93
Fingertips '93 är en låt av Roxette, släppt som tredje single från albumet Tourism.
Singeln släpptes inte i alla länder, men låg även på en fyrspårig CD-release av kommande singel "Almost Unreal", som släpptes internationellt. Singeln nådde top 50 i Sverige, Nederländerna och Tyskland.

## Låtlista
1. "Fingertips '93"
2. "Dressed for Success" (Live)
3. "Hotblooded" (Live)
4. "The Voice"

## Listplaceringar
| Lista (1993)  | Position |
| ------------- | -------- |
| Nederländerna | 32       |
| Sverige       | 39       |